# Biłka (obwód odeski)
Biłka (ukr. Білка) – wieś na Ukrainie, w obwodzie odeskim, w rejonie berezowskim, w hromadzie Iwaniwka. W 2001 liczyła 919 mieszkańców, spośród których 818 wskazało jako ojczysty język ukraiński, 49 rosyjski, 35 mołdawski, 2 bułgarski, 1 białoruski, 9 gagauski, a 5 inny.